# Malik Yoba
Abdul-Malik 'Malik' Yoba (The Bronx (New York), 17 september 1967) is een Amerikaans acteur.

## Biografie
Yoba werd geboren in de borough The Bronx van New York, en is opgegroeid als vierde van zes kinderen.
Yoba begon in 1993 met acteren in de film Cool Runnings. Hierna heeft hij nog meerdere rollen gespeeld in films en televisieseries zoals Smoke (1995), New York Undercover (1994-1999), Bull (2000-2001) en Defying Gravity (2009). Voor zijn rol in de televisieserie New York Undercover heeft hij drie maal (1996, 1997 en 1998) de Image Award mogen ontvangen in de categorie Uitstekende Acteur in de Hoofdrol in een Drama Serie.
Yoba is vanaf 2003 getrouwd en heeft nog drie kinderen van eerdere relaties.

## Filmografie

### Films
Uitgezonderd korte films.
- 2024 Snatched - als Walker
- 2022 The Good Nurse - als Sam Johnson
- 2022 Vampiras: The Brides - als professor
- 2019 New York Undercover - als JC Williams
- 2019 Wake Up - als Frank Ward
- 2018 Take Point - als Gerald
- 2018 Faith Under Fire - als Franklin
- 2017 Til Death Do Us Part - als Rob
- 2017 Dope Fiend - als Velo
- 2017 My B.F.F. - als Roy Brown
- 2016 Of Sentimental Value - als Alan Hamilton
- 2016 Bad Dad Rehab - als mr. Leon
- 2016 Where Hearts Lie -  als irritante advocaat
- 2016 Restored Me - als agent Thurmond
- 2016 Paradox - als mr. Landau
- 2015 Lucky Girl - als Gerald Jackson
- 2015 Hood - als Benjamin Tuck
- 2015 Brotherly Love - als coach van Overbrook
- 2014 Other Plans - als Harold
- 2014 The Assault - als coach Tim Miller
- 2014 Men, Money & Gold Diggers - als Bobby
- 2014 Turks & Caicos - als Jim Carroll
- 2013 Caught on Tape - als rechercheur Roberts
- 2012 Recalled – als sergeant Hart
- 2010 Why Did I Get Married Too? – als Gavin
- 2010 My Girlfriend's Back – als Dereck Scott
- 2008 Inseparable – als Curtis Raleigh
- 2007 Feel the Noise – als de burgemeester
- 2007 Rockaway – als Case
- 2007 That's So Suite Life of Hannah Montana – als rechter
- 2006 They're Just My Friends – als Pat Black sr.
- 2005 Kids in America – als Will Drucker
- 2004 Oh Happy Day – als Moses Jackson
- 2004 Criminal – als Frank Hill
- 2003 Vote for Me – als de professor
- 2003 Violation – als Patrick Matthews
- 2002 Dreaming in Black and White – als Chris Jones
- 2000 His Woman, His Wife – als Stuart Banks
- 1999 Harlem Aria – als Luke
- 1999 Personals – als Keith Parker
- 1998 Ride – als Poppa
- 1998 Black Jag – als Gregory Franklin
- 1997 Soul Food – als studio technicus
- 1997 Cop Land – als rechercheur Carson
- 1995 Smoke – als The Creeper
- 1995 Blue in the Face – als Watch Men
- 1993 Cool Runnings – als Yul Brenner

### Televisieseries
Uitgezonderd eenmalige gastrollen.
- 2023 Baselines - als Desmond Chambers - 3 afl.
- 2020 - 2023 Terror Lake Drive - als Corey - 7 afl.
- 2022 - 2023 The Equalizer - als Manny - 3 afl.
- 2018 - 2021 The Last O.G. - als Wavy - 10 afl.
- 2019 The First Wives Club - als Derek Ellsworth - 9 afl.
- 2018 God Friended Me - als Terrance - 3 afl.
- 2016 - 2017 Designated Survivor - Jason Atwood - 17 afl.
- 2015 Empire - als Vernon Turner - 12 afl.
- 2014 Single Ladies - als Deacon Jared - 3 afl.
- 2013 Revolution - als Jim Hudson - 4 afl.
- 2011 - 2012 Alphas – als Bill Harken – 24 afl.
- 2009 Defrying Gravity – als Ted Shaw – als 13 afl.
- 2003 – 2007 Girlfriends – als Brock Harris – 7 afl.
- 2007 Raines – als Charlie Lincoln – 7 afl.
- 2006 Thief – als Elmo Jones – 6 afl.
- 2004 Arrested Development – als Ice – 2 afl.
- 2004 The Days – als Gib Taylor – 4 afl.
- 2003 Kingpin – als Bobby Curtis – 3 afl.
- 2000 – 2001 Bull – als Corey Granville – 20 afl.
- 1999 Trinity – als Sam Davis – 2 afl.
- 1994 – 1999 New York Undercover – als rechercheur James Williams – 89 afl.

- Gemeinsame Normdatei: 1043115277
- International Standard Name Identifier: 0000 0000 6780 9913
- Library of Congress Control Number: no99074148
- Nationale Bibliotheek van Tsjechië: xx0065912
- Nationale Bibliotheek van Polen: a0000001687280
- Virtual International Authority File: 66110893
- WorldCat: E39PBJpyrFHxxpGF9rxdf6mrv3